# Piece of Mind
Piece of Mind е четвъртият студиен албум на британската хевиметъл група Айрън Мейдън. Издаден е през 1983 г. от Sanctuary/Columbia в САЩ и от EMI в останалата част от света. Това е първият албум на барабаниста Нико Макбрейн с групата.
В текстово отношение албумът показва интересите на групата към книгите и филмите. Например песента „To Tame a Land“ е по мотиви от книгата на Франк Хърбърт – Дюн; „The Trooper“ е вдъхновено от произведение на Алфред Тенисън; „Where Eagles Dare“ е филм и роман от Алистър Маклейн; в началото на „Revelations“ е цитиран писателят Гилбърт Кийт Честъртън. По-екзотично влияние е внесено от гръцката митология във „Flight of Icarus“. „Sun and Steel“ е базирана на живота на легендарния самурай Miyamoto Musashi. Алистър Краули повлиял доста на Брус Дикинсън при написването на „Revelations“.
Това е първият албум на Мейдън, който не е кръстен на някое парче (въпреки че фразата „peace of mind“ се споменава в песента „Still Life“). Първоначално албумът се казва Food for Thought, но впоследствие името е променено, понеже не е достатъчно запомнящо се. Последното парче от албума е трябвало да се казва „Dune“, по едноименната книга на Франк Хърбърт, но авторът не дава съгласието си и се налага името да се промени.

## Състав
- Брус Дикинсън – вокали
- Дейв Мъри – китара
- Ейдриън Смит – китара, беквокали
- Стив Харис – бас, беквокали
- Нико Макбрейн – барабани

## Място в класациите
- Великобритания – 3
- Швеция – 6
- Нова Зеландия – 8
- Австралия – 10
- САЩ – 14

## Продажби
- Платинен във Великобритания, САЩ и Канада
- Златен във Финландия и Германия